# Веселов, Глеб Анатольевич
Глеб Анатольевич Веселов (Пустой шаблон {{ВД-Преамбула}} ) — советский и российский хоккеист, нападающий.

## Биография
Воспитанник казанского СК им. Урицкого, провёл за команду 10 сезонов (1986/87 — 1988/89, 1989/90 — 1995/96) — 442 матча, 98 шайб, 52 передачи. Также выступал за СКА Свердловск (1989/90), «Нефтяник» Альметьевск (1991/92), «Ак Барс-2» и «Нефтехимик» Нижнекамск (1995/96).
Скончался в ноябре 2020 года.